# 小行星16368
小行星16368à（16368 Città di Alba）是一颗绕太阳运转的小行星，为主小行星带小行星。该小行星于1981年2月19日发现。

## 轨道参数
小行星16368à的轨道半长轴为472 497 553 km，3.1584061 UA，离心率为0.106。